# Lipowica (Basses-Carpates)
Pour les articles homonymes, voir Lipowica.
Lipowica est une localité polonaise de la gmina de Dukla, située dans le powiat de Krosno en voïvodie des Basses-Carpates.